# Hertfordshire
No debe confundirse con el condado inglés de Herefordshire
Hertfordshire (/ˈhɑːfətʲˌʃə/; abreviado como Herts) es uno de los cuarenta y siete condados de Inglaterra, Reino Unido, con capital en Hertford. Ubicado en la región Este limita al norte con Bedfordshire y Cambridgeshire, al este con Essex, al sur con Gran Londres y al oeste con Buckinghamshire. Ocupa 1643 km² y tiene una población (2008) de 1 078 400 habitantes. Su lema del condado es "Trust and fear not" ("Confía y no temas").
Las zonas verdes del sur de Hertfordshire forma parte del "green belt" (anillo verde) londinense. Al norte del "green belt" se encuentran las ciudades jardín de Welwyn Garden City y Letchworth y los new towns de Hemel y Stevenage.
El punto más alto se sitúa a 400 m del pueblo de Hastoe cerca de Tring. La altura es de 245 m s. n. m.
Su economía se basaba en los productos agrícolas (cereales) y lácteos hasta el siglo último. Se cultivan flores que después se comercializan en otros mercados, sobre todo en Londres. Tiene industria de maquinaria ligera y talleres de imprenta.

## Historia
Hertfordshire fue en principio el área signada a una fortaleza construida en Hertford bajo el reinado de Eduardo el Viejo en el año 913. El nombre de Hertfordshire aparece en las Crónica anglosajona en 1011.
Sin embargo, Hertfordshire tiene una historia anterior de los anglo-sajones. En la ciudad de St. Albans se hallan unas ruinas romanas del antiguo asentamiento de Verulamium.
En este condado se dieron algunas batallas durante la guerra de las Dos Rosas.
El condado es el punto de inicio del New River, un canal construido en 1613 para abastecer a la ciudad de Londres de agua fresca.

## Hijos ilustres
- El papa Adriano IV, nacido en 1100, único papa inglés de la Iglesia católica.
- Catalina de Lancáster, Reina Consorte de Castilla, nació en Hertford en 1373.
- El ambientalista James Lovelock nació en Letchworth en 1919.
- El director de orquesta James Judd nació en Hertfordshire en 1949.
- La cantante Sarah Brightman nació en Berkhamstead en 1960.
- La banda Deep Purple se formó en este condado en 1968.
- El actor Ed Westwick nació también aquí en 1987.
- El actor Alex Pettyfer nació también aquí en 1990.
- La banda The Subways nació en este condado.
- El director de cine Guy Ritchie nació en Hatfield en 1968.
- El jugador de fútbol Jack Wilshere nació en el año 1992.
- La banda Porcupine Tree nació en este condado.
- El piloto de Fórmula 1 Lewis Hamilton nació en Stevenage en 1985.
- El cantautor James Bay nació en Hitchin en 1990.
- El golfista Nick Faldo nació en Welwyn Garden City en 1957.
- El guitarrista Sam Totman nació en este condado en 1979.

También cabe destacar que fue el lugar de fallecimiento de Stanley Kubrick en 1999.

## Monumentos y lugares de interés
- El castillo de Berkhamsted, de gran importancia durante la Edad Media.
- Hatfield House
- La Catedral de Saint Albans
- Los restos romanos de Verulamium
- Shaw's Corner, en Ayot St. Lawrence, residencia del célebre escritor irlandés George Bernard Shaw
- Universidad de Hertfordshire

## Áreas urbanas
Véase: Anexo:Localidades del condado de Hertfordshire.